# Side-by-side

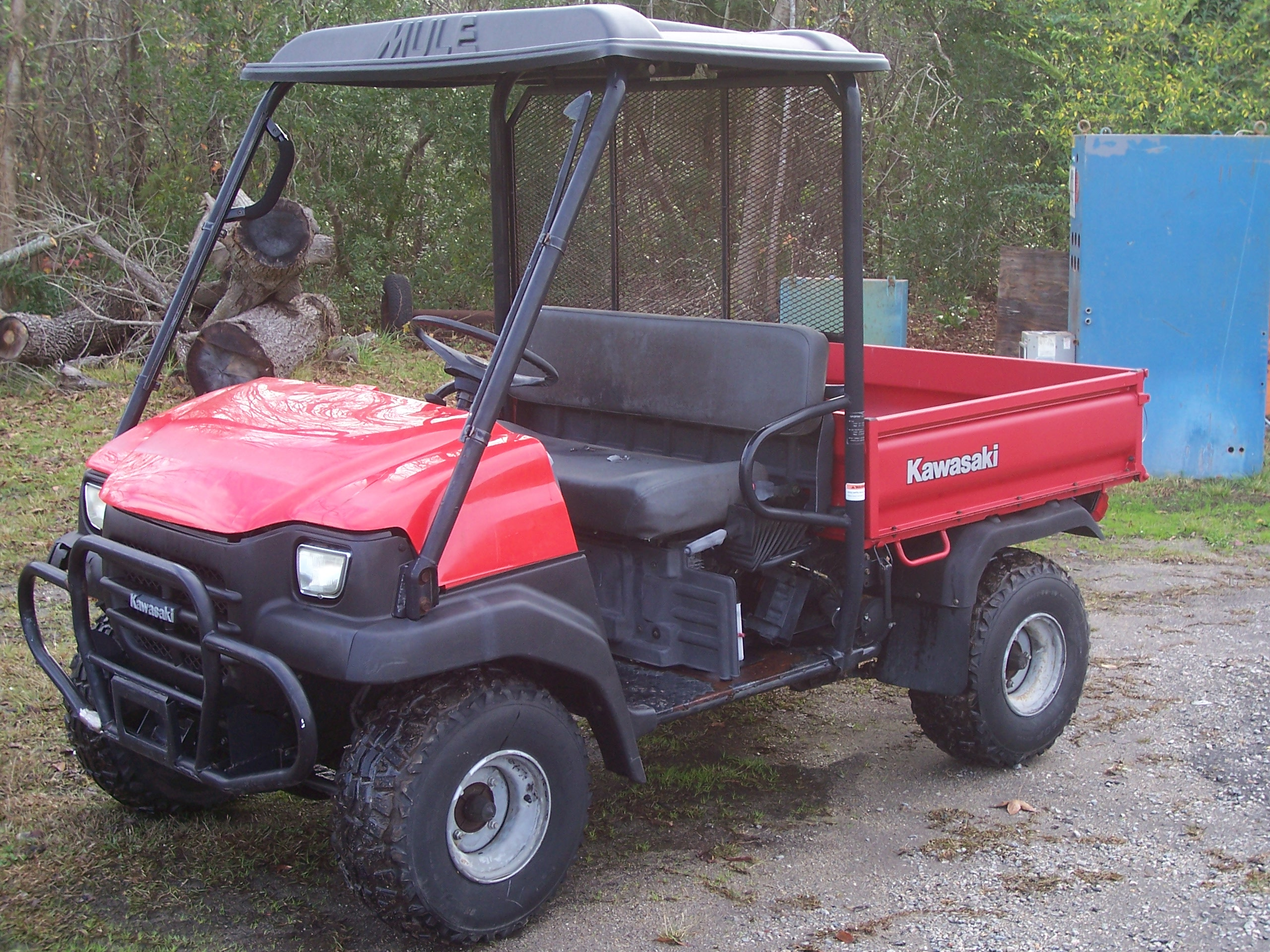
Een UTV (Kawasaki Mule)

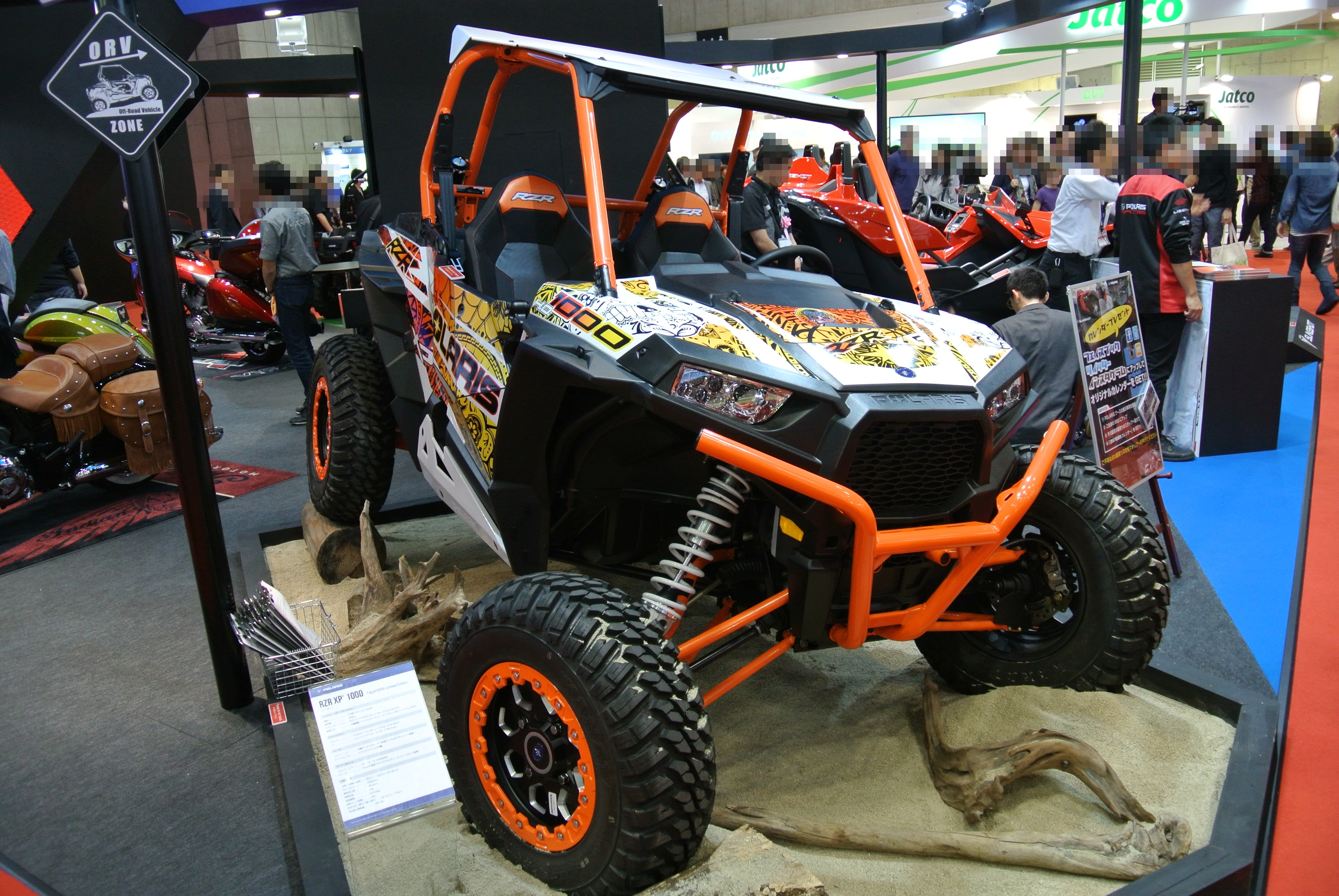
Polaris rzr-xp 1000

Een side-by-side is een klein, twee- tot zespersoons vierwielaangedreven offroad motorvoertuig. andere benamingen zijn: UTV (utility task vehicle), ROV (recreational off-highway vehicle) en MOHUV (multipurpose off-highway utility vehicle).
De UTV verschilt van een ATV (all-terrain vehicle), zoals een quad, doordat er twee inzittenden naast elkaar kunnen zitten (side-by-side). Ook staan ze minder hoog op hun wielen, wat de stabiliteit ten goede komt. De UTV's zijn verder vaak voorzien van veiligheidsgordels, rolbeugel en een koffer- of laadbak.
De meeste side-by-side's zijn gebouwd voor off-road-goederenvervoer. Ze zijn geschikt om in ruw terrein goed om obstakels te kunnen manoeuvreren. Ze zijn ook in staat om zich, ondanks een zware lading, makkelijk te verplaatsen over een zachte ondergrond.